# Ophiothrix caespitosa
Ophiothrix caespitosa är en ormstjärneart som beskrevs av George Richard Lyman 1879. Ophiothrix caespitosa ingår i släktet Ophiothrix och familjen Ophiothrichidae. Inga underarter finns listade i Catalogue of Life.